# Base de Herbrand
Na lógica matemática, dada uma linguagem com um conjunto do universo de Herbrand, a base de Herbrand é o conjunto de todos os átomos basicos que podem ser formados a partir dos símbolos predicados de uma cláusula na forma Skolemizada S e termos do universo Herbrand H de S.
Uma base de Herbrand para uma linguagem de primeira ordem L pode ser construída a partir do universo de Herbrand de L, aplicando algum predicado de L a cada elemento deste universo. Ela consiste portanto do conjunto de todos os átomos básicos que podem ser construídos usando símbolos de L.
Foi assim denominada em homenagem a Jacques Herbrand.

## Exemplo
Seja {\displaystyle \alpha \,=R(a,x_{2},f(x_{2}),x_{4})}. O universo de Herbrand para {\displaystyle \alpha \,} é dado pelo seguinte conjunto:
{\displaystyle H_{\alpha \,}=\{a,f(a),f(f(a)),f(f(f(a))),...\,\}}
Portanto, a base de Herbrand de {\displaystyle \alpha \,} é descrita pela seguinte tabela
```
     

  

    

      

        

          
x

          

            
2

          

        

        

      

    

    
{\displaystyle x_{2}\,}

  

       

  

    

      

        

          
x

          

            
4

          

        

        

      

    

    
{\displaystyle x_{4}\,}

  

       

  

    

      

        
R

        
(

        
a

        
,

        

          
x

          

            
2

          

        

        
,

        
f

        
(

        

          
x

          

            
2

          

        

        
)

        
,

        

          
x

          

            
4

          

        

        
)

        

      

    

    
{\displaystyle R(a,x_{2},f(x_{2}),x_{4})\,}

  

     

  

    

      

        
a

        

      

    

    
{\displaystyle a\,}

  

        

  

    

      

        
a

        

      

    

    
{\displaystyle a\,}

  

        

  

    

      

        
R

        
(

        
a

        
,

        
a

        
,

        
f

        
(

        
a

        
)

        
,

        
a

        
)

        

      

    

    
{\displaystyle R(a,a,f(a),a)\,}

  

     

  

    

      

        
a

        

      

    

    
{\displaystyle a\,}

  

       

  

    

      

        
f

        
(

        
a

        
)

        

      

    

    
{\displaystyle f(a)\,}

  

      

  

    

      

        
R

        
(

        
a

        
,

        
a

        
,

        
f

        
(

        
a

        
)

        
,

        
f

        
(

        
a

        
)

        
)

        

      

    

    
{\displaystyle R(a,a,f(a),f(a))\,}

  

    

  

    

      

        
f

        
(

        
a

        
)

        

      

    

    
{\displaystyle f(a)\,}

  

      

  

    

      

        
a

        

      

    

    
{\displaystyle a\,}

  

        

  

    

      

        
R

        
(

        
a

        
,

        
f

        
(

        
a

        
)

        
,

        
f

        
(

        
f

        
(

        
a

        
)

        
)

        
,

        
a

        
)

        

      

    

    
{\displaystyle R(a,f(a),f(f(a)),a)\,}

  

    

  

    

      

        
f

        
(

        
a

        
)

        

      

    

    
{\displaystyle f(a)\,}

  

     

  

    

      

        
f

        
(

        
a

        
)

        

      

    

    
{\displaystyle f(a)\,}

  

      

  

    

      

        
R

        
(

        
a

        
,

        
f

        
(

        
a

        
)

        
,

        
f

        
(

        
f

        
(

        
a

        
)

        
)

        
,

        
f

        
(

        
a

        
)

        
)

        

      

    

    
{\displaystyle R(a,f(a),f(f(a)),f(a))\,}

  

     

  

    

      

        
a

        

      

    

    
{\displaystyle a\,}

  

      

  

    

      

        
f

        
(

        
f

        
(

        
a

        
)

        
)

        

      

    

    
{\displaystyle f(f(a))\,}

  

   

  

    

      

        
R

        
(

        
a

        
,

        
a

        
,

        
f

        
(

        
a

        
)

        
,

        
f

        
(

        
f

        
(

        
a

        
)

        
)

        
)

        

      

    

    
{\displaystyle R(a,a,f(a),f(f(a)))\,}

  

     .        .                  .
     .        .                  .
     .        .                  .
```

onde {\displaystyle x_{2}\,} e {\displaystyle x_{4}\,} são substituídos em todas as combinações possíveis pelos termos em {\displaystyle H_{\alpha \,}}, com cada variável sendo substituídas em todas suas ocorrências pelo mesmo termo.